# Камара на народната култура
Камарата на народната култура е казионна организация в България, съществувала през 1943 – 1948 година.
Създадена е през 1943 година като консултативен орган към Министерство на народното просвещение, чрез който правителството да получава мнения от културни дейци за своята политика. След Деветосептемврийския преврат от 1944 година тя е преобразувана в елемент на тоталитарната система, като на нейно подчинение са поставени казионните творчески съюзи, а самата камара е прехвърлена към Министерството на пропагандата. Неин председател става комунистическият функционер Александър Обретенов.
Камарата е закрита и от 1 януари 1948 година е присъединена към новосъздадения Комитет за наука, изкуство и култура.